# Diostrombus paulomaculata
Diostrombus paulomaculata är en insektsart som beskrevs av Van Stalle 1988. Diostrombus paulomaculata ingår i släktet Diostrombus och familjen Derbidae. Inga underarter finns listade i Catalogue of Life.